# Audi A4 B7
Audi A4 B7 — третє покоління Audi A4, що виготовлялось з 2004 до 2007 року. Є оновленою моделлю B6.

## Історія

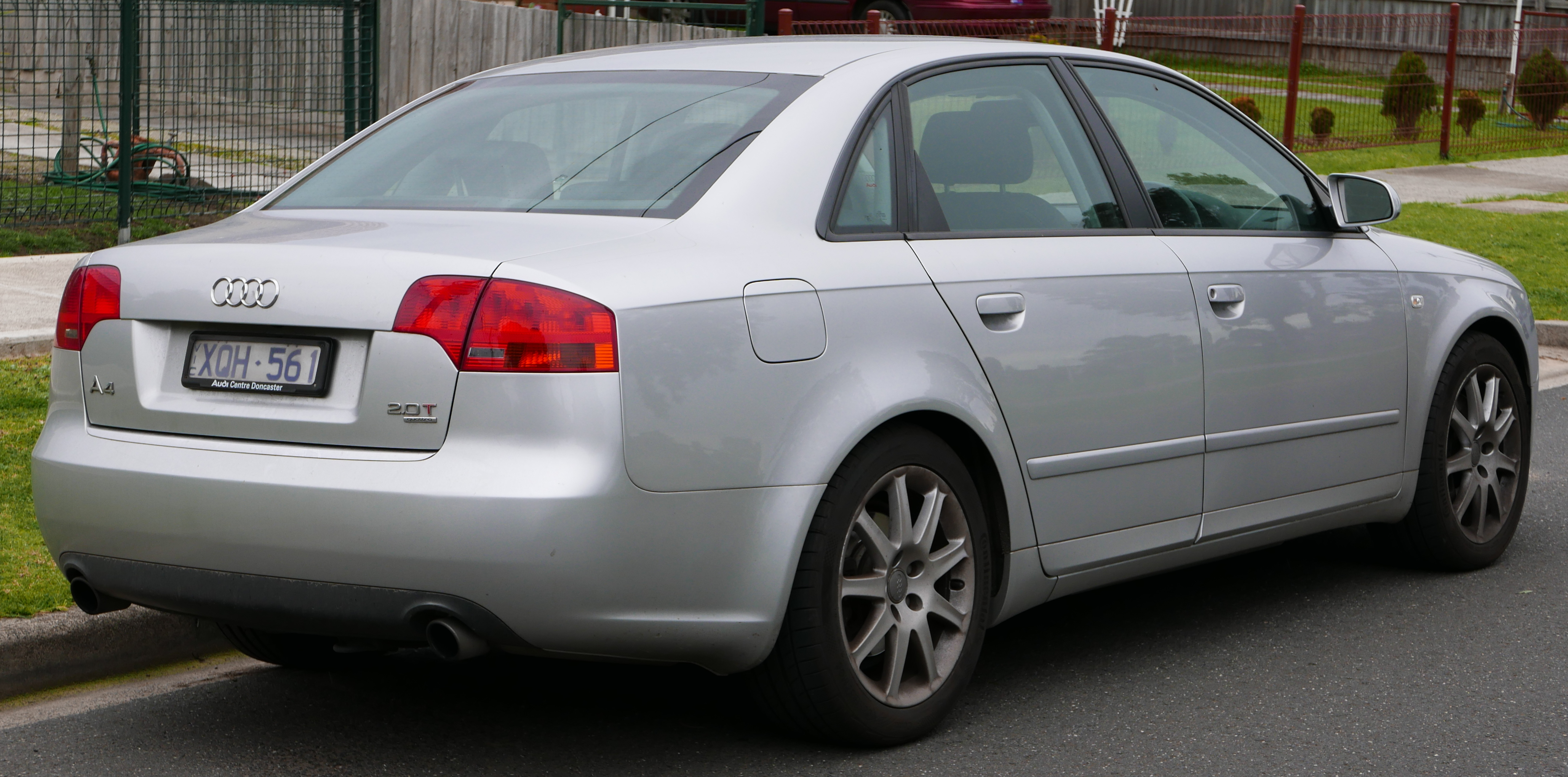
Audi A4 седан

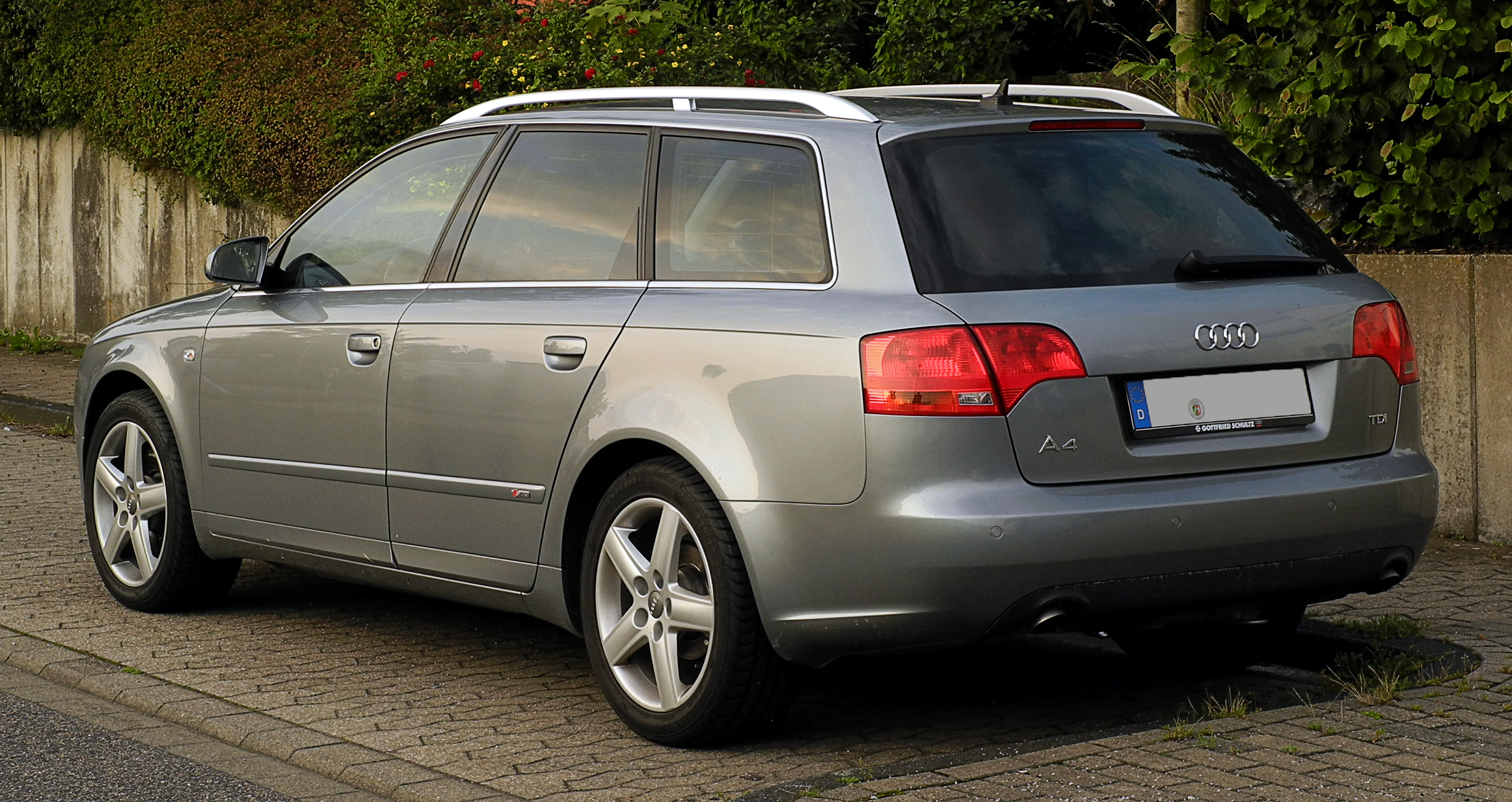
Audi A4 Avant

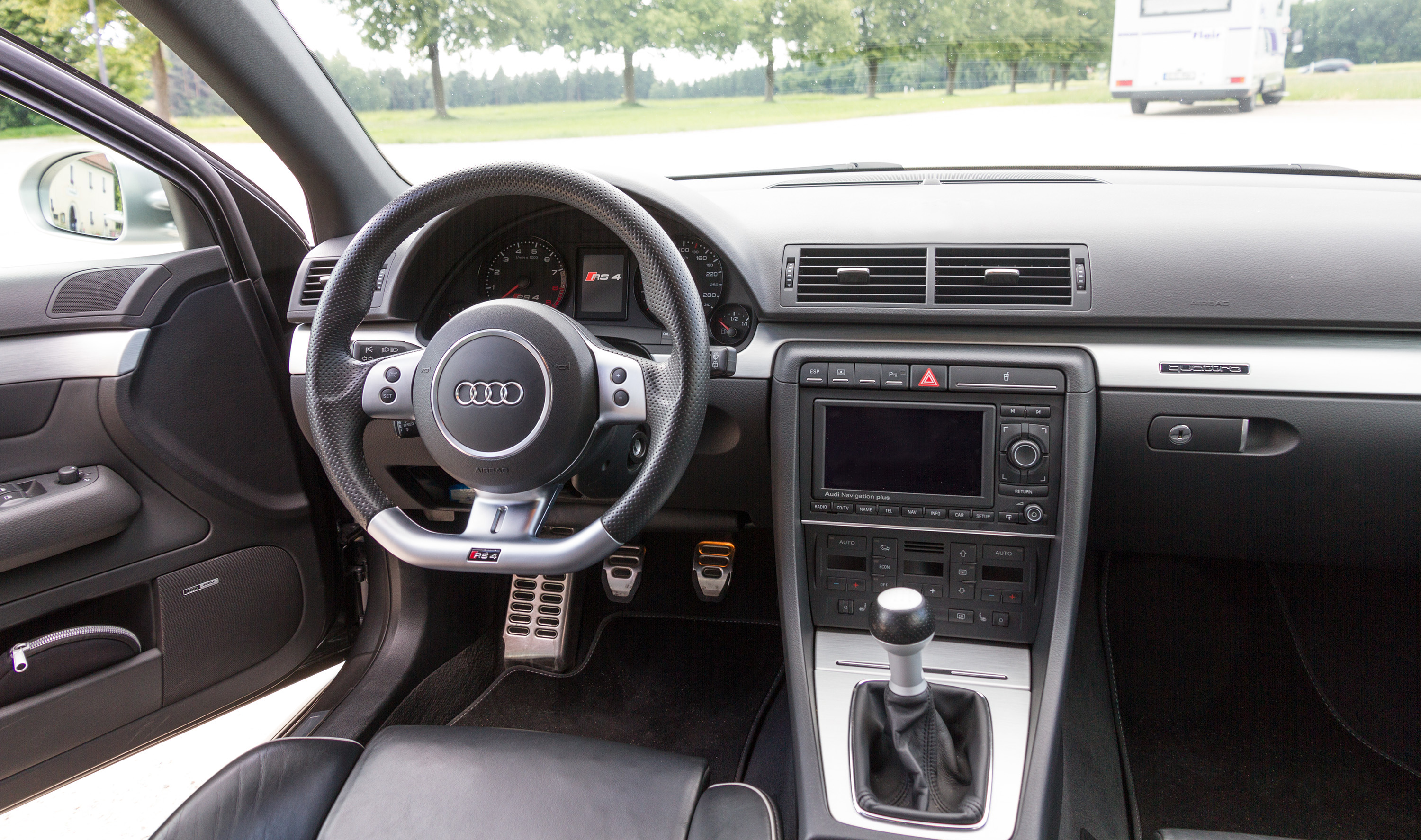
Салон

В кінці 2004 року Audi A4 була піддана суттєвим змінам і попри те, що використовувалася все та ж платформа Volkswagen B6 (PL46) - (поздовжня платформа легкового автомобіля (longitudinal passenger car platform), розмір 4, покоління 6), машина отримала внутрішнє позначення B7.
Машина відрізнялася значно переглянутими установками управління, геометрією підвіски, новими двигунами, навігаційними системами й електронікою шасі (нова просунута система курсової стійкості Bosch 8.0 ESP). Позначення Typ 8E і 8H також успадковані від A4 B6.
Лінійка моторів також отримала багато доповнень. У 2005 році була представлена нова система FSI (пошарове уприскування палива - двигун з прямим уприскуванням) на бензинових двигунах 2.0 T FSI та 3.2 V6 FSI. Поряд з іншими доробками це дозволило збільшити вихідну потужність до 200 і 255 к.с. (147 і 188 кВт), відповідно. Обидва двигуни мають по 4 клапана на циліндр. Попередній проект з 5 клапанами був несумісний із системою прямого вприскування FSI (через розташування паливної форсунки). Дизельні двигуни 2.0 TDI тепер поєднуються з системою Pumpe Düse (ФУНТ) - технологія з 16 клапанами, в той час як великі 2.5 TDI були збільшені до 3.0 літрів, пропонуючи 204 к.с. (150 кВт). Постійний привід quattro залишився доступним на більшості моделей A4. Ауді відмовилася від механічних коробок передач з 5 швидкостями на користь 6-швидкісних. Як колись, multitronic доступний на передньопривідних моделях, в той час як tiptronic - автоматична трансмісія з 6 швидкостями - доступна на повнопривідних моделях quattro.
На додаток до більш високих робочих характеристик S4, який успадкував трансмісію B6 S4, Audi, повторно ввела в лінійку моделей ультрасучасну RS4 (RennSport). Інше відоме нововведення - 3-е покоління Torsen T-3 quattro система, яка використовує асиметричний 40:60 (перед/зад) розподіл обертального моменту (це нове асиметричне перерозподіл було спочатку доступно тільки на RS4, а пізніше і на S4. Решта лінійка A4 все ще використовувала розподіл обертального моменту 50:50.

## Двигуни (також був 1.6 fsi, в таблиці нема).
| Двигун     | Об'єм см³ | Потужність кВт (к.с.) при об/хв        | Крутний момент Нм при об/хв | Код двигуна | Роки випуску    |
| ---------- | --------- | -------------------------------------- | --------------------------- | ----------- | --------------- |
| 1.6        | 1595 см³  | 72кВт (102 к.с.) при 5600 об/хв        | 148 Нм при 3800 об/хв       | ALZ         | 11/2004-03/2008 |
| 1.8Т       | 1781 cm³  | 120 кВт (163 к.с.) при 5700 об/хв      | 225 Нм при 1950-4700 об/хв  | BFB         | 11/2004-03/2008 |
| 2.0        | 1984 см³  | 96 кВт (131 к.с) при 5700 об/хв        | 195 Нм при 3300 об/хв       | ALT         | 11/2004-03/2008 |
| 2.0 TFSI e | 1984 см³  | 125 кВт (170 к.с.) при 4300-6000 об/хв | 280 Нм при 1800-4200 об/хв  | BPJ         | 10/2006-03/2008 |
| 2.0 TFSI   | 1984 см³  | 147 кВт (200 к.с.) при 5100-6000 об/хв | 280 Нм при 1800-5000 об/хв  | BGB / BWE   | 11/2004-02/2009 |
| 2.0 TFSI   | 1984 см³  | 162 кВт (220 к.с.) при 5900-6100 об/хв | 300 Нм при 2200-4000 об/хв  | BUL         | 06/2005-03/2008 |
| 3.2 FSI    | 3123 см³  | 188 кВт (256 к.с.) при 6500 об/хв      | 330 Нм при 3250 об/хв       | AUK         | 11/2004-02/2009 |
| S4         | 4163 см³  | 253 кВт (344 к.с.) при 7000 об/хв      | 410 Нм при 3500 об/хв       | BBK         | 11/2004-02/2009 |
| RS4        | 4163 см³  | 309 кВт (420 к.с.) при 7800 об/хв      | 430 Нм при 5500 об/хв       | BNS         | 09/2005-02/2009 |

| Двигун    | Об'єм см³ | Потужність кВт (к.с.) при об/хв        | Крутний момент Нм при об/хв | Код двигуна | Роки випуску    |
| --------- | --------- | -------------------------------------- | --------------------------- | ----------- | --------------- |
| 1.9 TDI   | 1896 см³  | 85 кВт (115 к.с.)при 4000 об/хв        | 285 Нм при 1900 об/хв       | BKE / BRB   | 11/2004-03/2008 |
| 1.9 TDI e | 1896 см³  | 85 кВт (115 к.с.)при 4000 об/хв        | 285 Нм при 1900 об/хв       |             | 05/2007–03/2008 |
| 2.0 TDI   | 1968 см³  | 103 кВт (140 к.с.) при 4000 об/хв      | 320 Нм при 1750-2500 об/хв  | BPW         | 11/2004–03/2009 |
| 2.0 TDI   | 1968 см³  | 103 кВт (140 к.с.) при 4000 об/хв      | 320 Нм при 1750-2500 об/хв  | BLB / BRE   | 11/2004–12/2005 |
| 2.0 TDI   | 1968 см³  | 125 кВт (170 к.с.) при 4200 об/хв      | 350 Нм при 1750-2500 об/хв  | BRD         | 01/2006–03/2008 |
| 2.5 TDI   | 2496 см³  | 120 кВт (163 к.с.) при 4000 об/хв      | 350 Нм при 1400-3600 об/хв  | BCZ         | 11/2004–12/2005 |
| 2.5 TDI   | 2496 см³  | 120 кВт (163 к.с.) при 4000 об/хв      | 350 Нм при 1500-3000 об/хв  | BDG         | 11/2004–12/2005 |
| 2.7 TDI   | 2698 см³  | 132 кВт (180 к.с.) при 3300-4250 об/хв | 380 Нм при 1400-3300 об/хв  | BPP         | 01/2006–03/2008 |
| 3.0 TDI   | 2967 см³  | 150 кВт (204 к.с.) при 3500-4000 об/хв | 450 Нм при 1400-3150 об/хв  | BKN         | 11/2004–12/2005 |
| 3.0 TDI   | 2967 см³  | 171 кВт (233 к.с.) при 4000 об/хв      | 520 Нм при 1400-3250 об/хв  | ASB         | 01/2006–03/2008 |

## Галерея

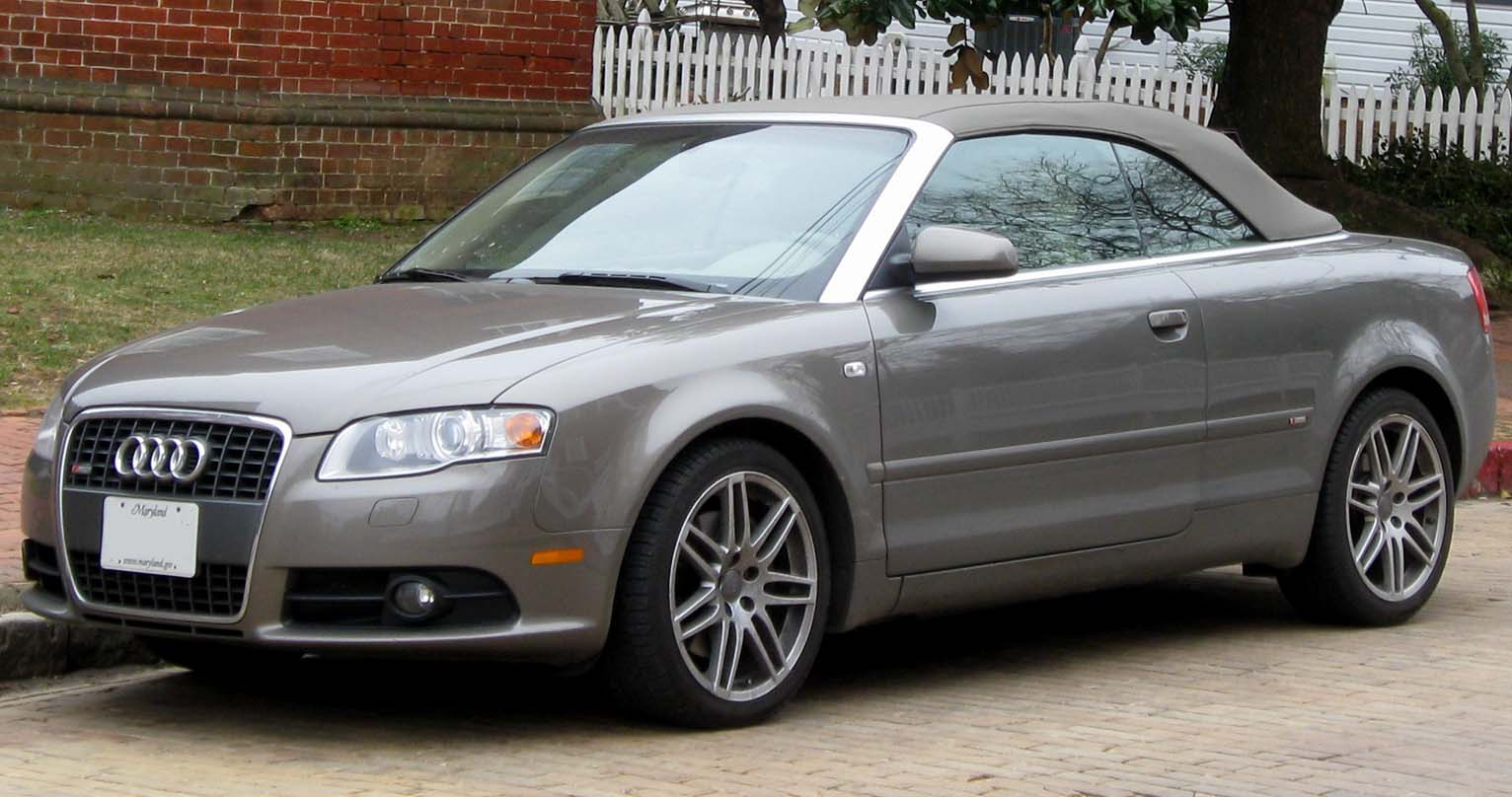
Audi A4 Cabriolet
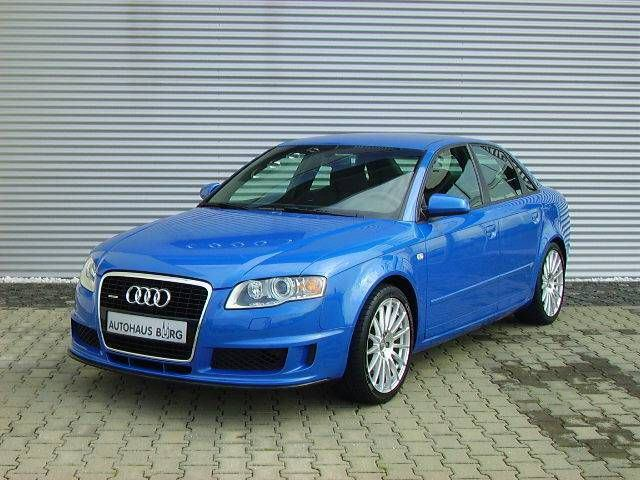
Audi A4 DTM Edition
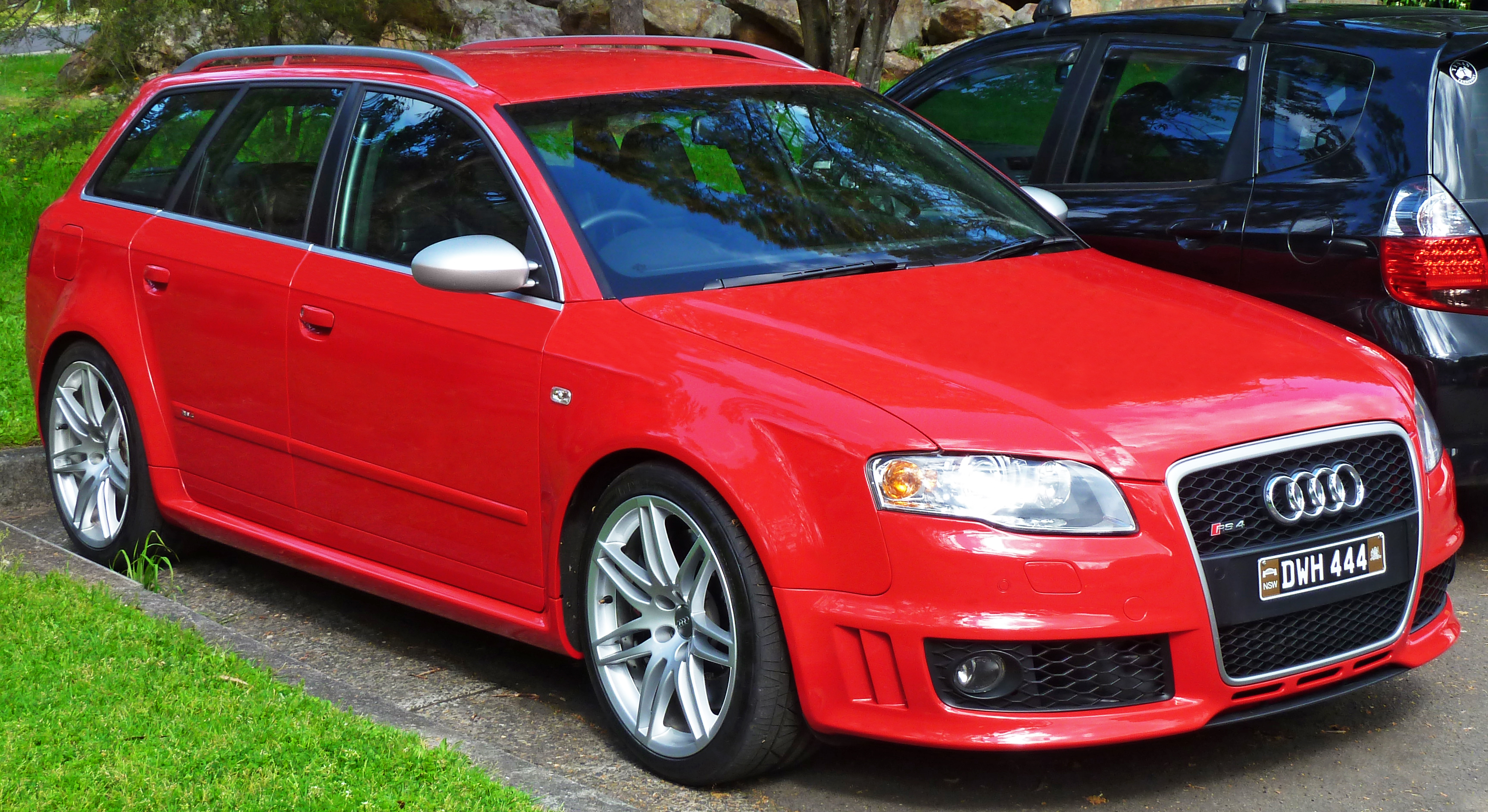
Audi RS4 Avant на базі B7
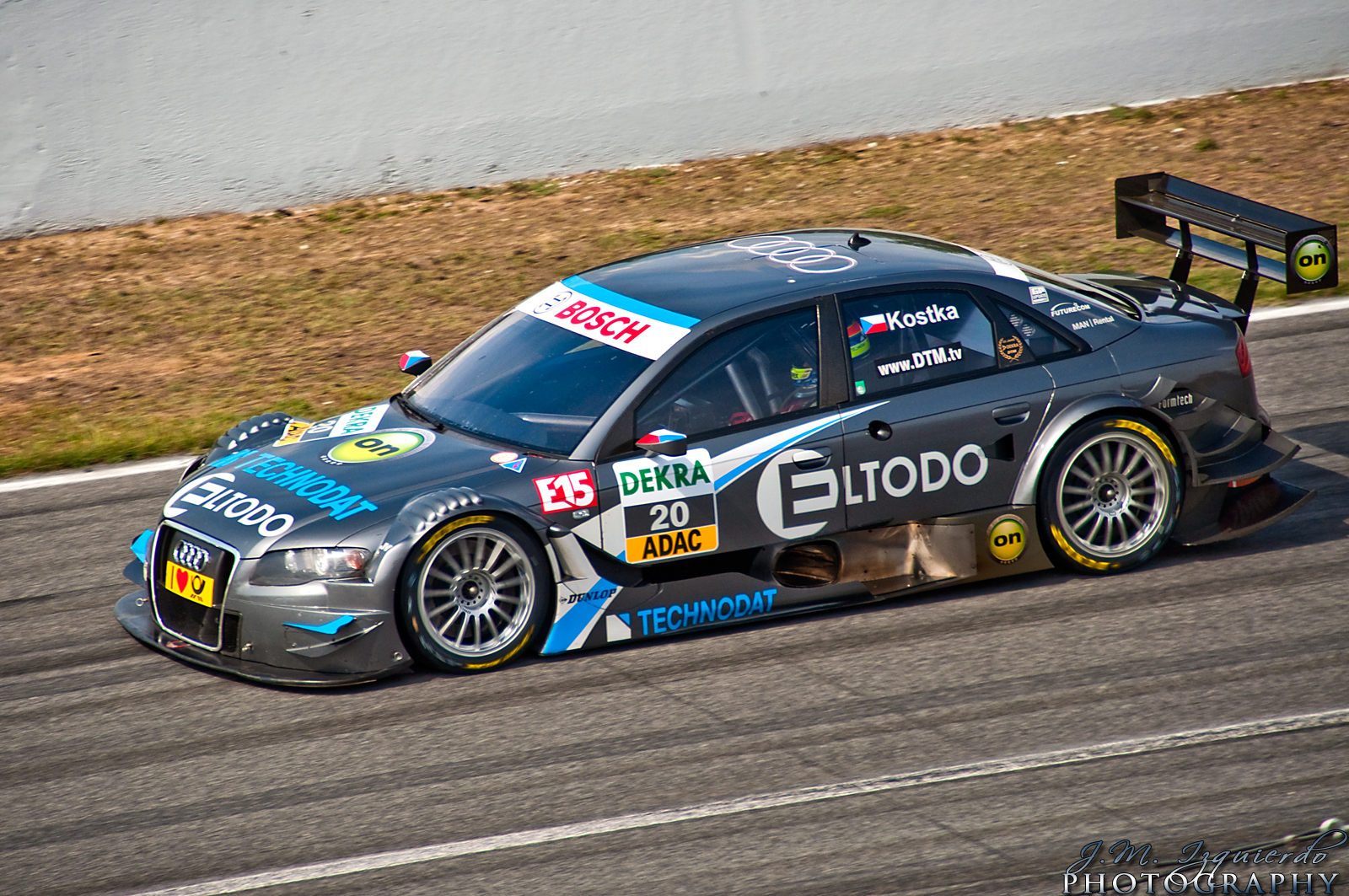
Audi A4 DTM (R13)